# Oskar von Meerscheidt-Hüllessem
Oskar von Meerscheidt-Hüllessem (Berlino, 15 ottobre 1825 – Berlino, 26 dicembre 1895) è stato un generale prussiano.

## Biografia
Meerscheidt Hüllessem iniziò la propria carriera nell'esercito prussiano nel 1843 all'età di 21 anni e già nel 1845 venne nominato ufficiale ed inquadrato nei reparti di fanteria. Durante la rivoluzione del 1848 affrontò le proprie prime battaglie contro gli insorgenti a Posen. Nel 1857 venne promosso al rango di secondo luogotenente e nel 1859 raggiunse il grado di capitano.
Nel 1860 venne assegnato al 24º reggimento di fanteria per poi essere assegnato al 64°. Con questa compagnia prese parte alla guerra del 1864 contro la Danimarca. Col grado di maggiore combatte nel 1866 nel 4º reggimento di fanteria in Prussia e successivamente col 5º reggimento in Boemia.
Allo scoppio della guerra franco-prussiana nel 1870 viene assegnato a capo del 41º reggimento di fanteria dal 18 gennaio 1871, col quale partecipa poi alle campagne in Francia distinguendosi a Metz e nel nord dello stato. Nel 1872 viene posto a capo del 3º reggimento di guardia della regina Elisabetta di Prussia e nel 1874 ottiene il comando dell'11º reggimento di fanteria di linea. Dopo essere stato promosso Maggiore Generale, tornò di nuovo alla guardia ed ottenne nel 1880 di essere messo a capo della 30ª divisione.
Nominato Luogotenente Generale nel 1881, l'anno successivo viene posto a capo della 28ª divisione e poi dal 1886 al 5º corpo d'argmata con la nomina a Generale. Nel 1888 diviene comandante generale della guardia rimanendo in carica sino al 1893 quando richiede il pensionamento.